# ویرجین اوشنیک
ویرجین اوشنیک (انگلیسی: Virgin Oceanic) شرکت سرگرمی بریتانیایی است، که در سال ۲۰۰۹ توسط ریچارد برانسون تأسیس شد.